# John Gould
John Gould (14 de setembro de 1804, Lyme Regis, Dorset, Inglaterra – 3 de fevereiro de 1881, Londres, Inglaterra), foi um ornitólogo e naturalista inglês.

## Vida
Pouco depois do seu nascimento, o seu pai, ocupa o lugar de jardineiro numa propriedade próxima de Guildford (Surrey), sendo em 1818 nomeado capataz dos jardins reais de Windsor. O jovem John, inicia a sua formação como jardineiro, mas é em Windsor que aprende a embalsamar animais e em breve torna-se um especialista em taxidermia. Em 1824, abre uma loja em Londres, iniciando-se no negócio da taxidermia. Os seus conhecimentos permitem-lhe vir a ser o primeiro conservador do museu da Zoological Society of London em 1827.
O seu trabalho permite-lhe estar em contacto com os naturalistas mais importantes de Inglaterra e ser o primeiro a ver as novas colecções de aves enviadas ao museu. Em 1830, uma nova colecção de aves chega dos Himalaias, sendo na sua maioria espécies novas para a ciência. Gould descreve essas aves em 'A Century of Birds from the Himalayas' (1830-1832). O texto foi escrito por Nicholas Aylward Vigors e as ilustrações são litografias realizadas pela própria mulher de Gould, Elizabeth. A este primeiro trabalho se seguirão outros quatro, realizados durante os sete anos seguintes, com textos do próprio Gould e editados pelo seu assistente, Edwin Prince e com algumas ilustrações de Edward Lear.

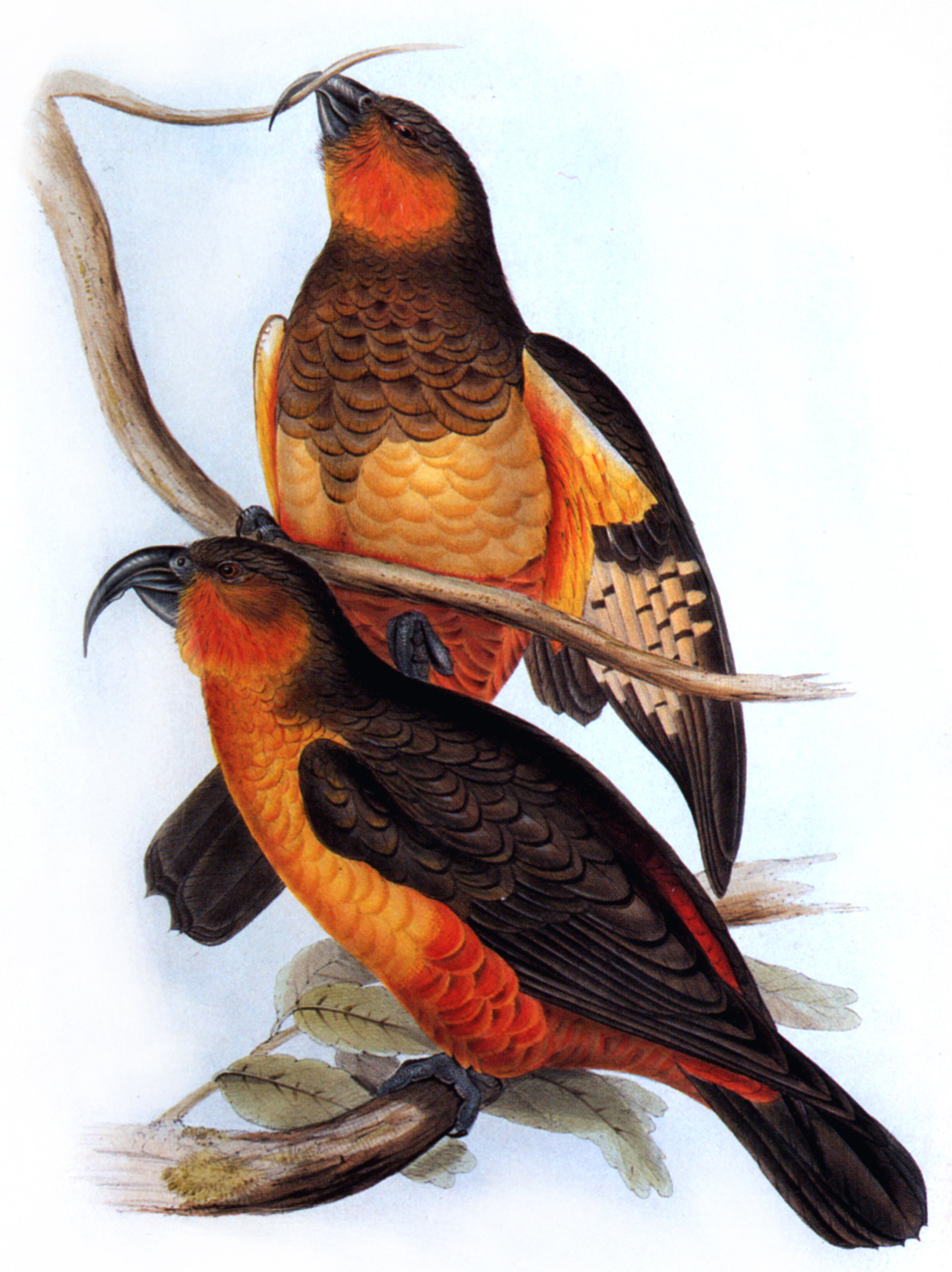
Nestor productus, espécie extinta. Gravura extraída de The Birds of Australia and the Adjacent Islands.

Em 4 de janeiro de 1837, durante uma reunião da Geological Society of London, Charles Darwin apresenta as espécies de aves e mamíferos recolhidos durante a sua viagem a bordo do Beagle, sendo as aves entregues a Gould para a sua posterior identificação. Na reunião seguinte, a 10 de janeiro, Gould informou que as aves das Ilhas Galápagos que Darwin pensava que eram melros, bico-grossudos e tentilhões, eram na realidade uma série de tentilhões tão particulares que passariam a formar um grupo inteiramente novo, com 12 espécies.
Em 1838, a família Gould viaja até à Austrália para estudar as aves deste país e realizar o primeiro trabalho científico sobre este tema. Junto com eles viajou o naturalista John Gilbert. Chegam à Tasmânia em setembro e travam conhecimento com o governador, Sir John Franklin e a sua mulher. Em fevereiro de 1839, Gould parte para Sydney, deixando a sua mulher grávida em companhia dos Franklin. Visita o seu cunhado em Yarrundi e dedica o seu tempo à pesquisa de espécies da família dos Ptilonorhynchidae na cadeia de montanhas, de Liverpool Range. Em abril, regressa à Tasmânia para assistir ao nascimento do seu filho. Em maio, viaja a Adelaide para encontrar-se com Charles Sturt, que prepara uma expedição para subir o rio Murray. Gould faz o reconhecimento dos Mount Lofty e Murray Scrubs, regressando a Hobart em julho. Viaja em seguida com a sua mulher para Yarrundi, e regressa a Inglaterra em maio de 1840.
O resultado desta viagem foi a publicação de The Birds of Australia (1840-1848), obra em sete volumes, na qual são apresentadas 600 espécies de aves das quais 328 são novas para a ciência. Publica também A Monograph of the Macropodidae, or Family of Kangaroos (1841-1842) e Mammals of Australia (1849-1861). Depois da morte da sua mulher em 1841, os livros de Gould passam a ser ilustrados por diversos artistas, incluindo Henry Constantine Richter e Joseph Wolf.

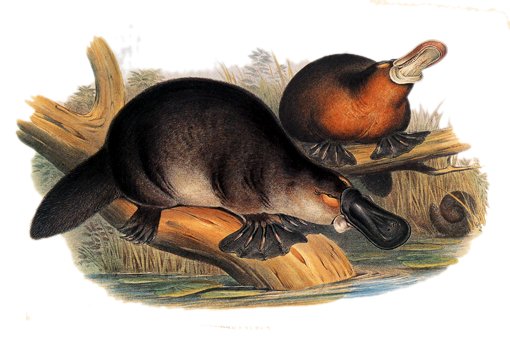
Gravura extraída de The mammals of Australia.

Durante toda a sua vida, Gould interessa-se especialmente pelos colibris (Trochilidae). Acumulando uma colecção de 320 espécies que são apresentadas em público durante a grande exposição de 1851. Apesar do seu interesse por estas aves, nunca tinha chegado a ver um colibri vivo. Em maio de 1857, viaja aos Estados-Unidos com o seu segundo filho, Charles. Chega a Nova York antes da temporada na qual se podem ver os colibris na cidade mas, no dia 21 de maio, nos jardins Bartram de Filadélfia, pode ver finalmente um colibri vivo, Archilochus colubris. Viaja em seguida a Washington D.C. onde descobre uma grande quantidade destas aves nos jardins do Capitólio. Gould tenta regressar a Inglaterra com alguns exemplares vivos, mas as condições da viagem não o permitiram. Gould publica Monograph of Trochilidae em 1861. A Gould League, fundada na Austrália em 1909, foi assim chamada em sua homenagem. Esta organização dá a muitos australianos uma primeira introdução ao mundo das aves, junto com noções de ecologia e proteção ambiental.